# Armería (gmina)
Armería – gmina w południowej części meksykańskiego stanu Colima. Według spisu ludności z roku 2005, gminę zamieszkuje  24 939 mieszkańców. Gęstość zaludnienia wynosi 73 osoby na kilometr kwadratowy. Stolicą jest miasto Ciudad de Armería.
Gmina Armería graniczy z Tecomán od wschodu, z Manzanillo od zachodu, a z Coquimatlán od północy.
Największym miastem gminy jest Ciudad de Armería, którą zamieszkuje 14 091 mieszkańców.